# Anaspella clavicornis
Anaspella clavicornis là một loài bọ cánh cứng trong họ Scraptiidae. Loài này được Schilsky năm Kuester miêu tả khoa học năm 1895.